# Tele-See
Der Télé-See ist ein See in der Republik Kongo.

## Beschreibung
Der sehr flache, fast kreisrunder See (etwa 6 km lang und 5 km breit) liegt in dem Departement Likouala, im nördlichen Teil des Landes. Seine Fläche beträgt etwa 23 km² und das Wasservolumen rund 71 Millionen m³. Er entwässert durch den Likouala-aux-Herbes in den Kongo. Der See ist möglicherweise durch einen Meteoriteneinschlag entstanden. Diese Annahme stützt sich auf eine festgestellte magnetische Anomalie unter der nördlichen Hälfte des Sees.

## Mokele-Mbembe
Um den See ranken sich viele Mythen, unter anderem auch die Legende von Mokele-Mbembe, einem Reptil, bei dem es sich um ein sauropodenähnliches Tier handeln soll und das nur in diesem See überlebt haben könnte.
Mit diesem Mythos befasst sich auch das Buch Reptilia von Thomas Thiemeyer aus dem Jahre 2005.
Des Weiteren existiert mit dem Buch Kongofieber des englischen Autors Redmond O’Hanlon ein Reisebericht über eine Expedition zum Lac Télé.